# Fukumori Naoya
Naoya Fukumori (福森 直也 (Phúc-Sâm Trực-Dã) Fukumori Naoya, sinh ngày 29 tháng 8 năm 1992 ở Osaka) là một cầu thủ bóng đá người Nhật Bản thi đấu cho Oita Trinita.

## Thống kê câu lạc bộ
Cập nhật đến ngày 23 tháng 2 năm 2017.
| Thành tích câu lạc bộ | Thành tích câu lạc bộ | Thành tích câu lạc bộ | Giải vô địch | Giải vô địch | Cúp                   | Cúp                   | Tổng cộng | Tổng cộng |
| Mùa giải              | Câu lạc bộ            | Giải vô địch          | Số trận      | Bàn thắng    | Số trận               | Bàn thắng             | Số trận   | Bàn thắng |
| Nhật Bản              | Nhật Bản              | Nhật Bản              | Giải vô địch | Giải vô địch | Cúp Hoàng đế Nhật Bản | Cúp Hoàng đế Nhật Bản | Tổng cộng | Tổng cộng |
| --------------------- | --------------------- | --------------------- | ------------ | ------------ | --------------------- | --------------------- | --------- | --------- |
| 2015                  | Oita Trinita          | J2 League             | 2            | 0            | 1                     | 0                     | 3         | 0         |
| 2016                  | Oita Trinita          | J3 League             | 24           | 1            | 1                     | 0                     | 25        | 1         |
| 2017                  | Oita Trinita          | J2 League             | 38           | 0            | 1                     | 0                     | 39        | 0         |
| 2018                  | Oita Trinita          | J2 League             |              |              |                       |                       |           |           |
| Tổng cộng sự nghiệp   | Tổng cộng sự nghiệp   | Tổng cộng sự nghiệp   | 64           | 1            | 3                     | 0                     | 67        | 1         |